# Инджаз
Инджаз (ар. إنجاز, что означает «достижение»; родилась 8 апреля 2009 года) — самка одногорбого верблюда, которая считается первым в мире клонированным верблюдом. Доктор Нисар Ахмад Вани, репродуктивный биолог и руководитель исследовательской группы в Центре репродукции верблюдов в Дубае, Объединённые Арабские Эмираты, объявил 14 апреля 2009 года, что клонированный верблюд родился после «несложной» беременности продолжительностью в 378 дней. Проект клонирования имел личное одобрение и финансовую поддержку от Мохаммеда бин Рашид аль-Мактума, премьер-министра, вице-президента Объединённых Арабских Эмиратов, а также эмира Дубая. До этого в ОАЭ имело место несколько неудачных попыток клонировать верблюдов.
Инджаз была создана из клеток яичников взрослой верблюдицы убитой на мясо в 2005 году. Клетки были выращены в тканевой культуре, а затем заморожены в жидком азоте. После этого одна из клеток была введена в лишённую клеточного ядра яйцеклетку суррогатной верблюдицы, в которой под действием электрического тока и химической индукции было инициировано деление. В результате зародыш культивировался в течение недели и был затем имплантирован обратно в матку суррогатной верблюдицы. Двадцать дней спустя её беременность была подтверждена с помощью ультразвукового обследования и контролировалась на протяжении всего периода беременности. После рождения Инджаз её ДНК была протестирована в лаборатории молекулярной биологии и генетики в Дубае, и была подтверждена идентичность копий ДНК оригинальным клеткам яичников, что доказывало, что Инджаз является клоном оригинального верблюда.
Верблюжьи бега является доходным бизнесом в ОАЭ. Доктор Ульрих Вернери и доктор Лулу Скидмор отметили, что верблюжье клонирование «даёт средства для сохранения ценных генетических данных наших элитных скаковых и молочных верблюдов в будущем».